# Міхал Ґєлґуд
Міхал Ґєлґуд (Ґелґуд, Гелгуд, Гєлгуд) гербу власного (нар. бл. 1768 — пом. 1813) — державний діяч Великого князівства Литовського та Речі Посполитої, писар польний литовський (1790—1793), маршалок надвірний литовський (1793—1795).

## Життєпис
Народився Міхал близько 1768 року. Був сином, на той час, жмудського хорунжого Антонія Онуфрія Ґєлґуда та його першої дружини Барбари з Юдицьких. Мав рідну сестру та двох братів від другого шлюбу батька.
На рубежі 1770-х — 1780-х років Міхал Ґєлґуд був шамбеляном короля Станіслава Августа Понятовського. Неодноразово обирався послом на сейми, був полковником жмудським, 1780 року став сеймовим суддею. Був депутатом від Жмудського князівства на Головному трибуналі Великого князівства Литовського Віленської каденції 1781—1782 років. 1786 року став консулом (радником) департаменту фінансів Постійної Ради. Цього ж року був нагороджений орденом Святого Станіслава.
7 липня 1790 року Міхал Ґєлґуд був призначений писарем польним литовським. 1791 року був нагороджений орденом Білого Орла. Член Генерального штабу Війська Великого князівства Литовського в 1791—1792 роках. Був комісаром Комісії поліції Великого князівства Литовського.
У травні 1792 року Міхал Ґєлґуд долучився до Тарговицької конфедерації. Був маршалком генеральної конфедерації Великого князівства Литовського, з червня — консулом (радником) конфедерації жмудської в генеральній конфедерації литовській. 1793 року став консулом (радником) Військового департаменту Постійної ради. Був рекомендований Тарговицькою конфедерацією на посаду надвірного маршалка литовського. 15 червня 1793 року було оголошено про його номінацію, проте уряд він обійняв лише 20 липня, після остаточної відставки Станіслава Солтана.
1812 року він став членом Генеральної конфедерації Королівства Польського, створеної за участі французького імператора Наполеона Бонапарта.
Помер Міхал Ґєлґуд 1813 року.

## Сім'я
Міхал Ґєлґуд одружився 25 вересня 1784 року з Елеонорою з Тишкевичів, донькою каштеляна жмудського Станіслава Антонія Тишкевича. Подружжя мало трьох синів і одну доньку:
- Антонія[pl] (1792—1831) — польського генерала, бригадного генерала Королівства Польського, учасника Листопадового повстання 1830—1831 років.
- Ксаверія (пом. 1813) — офіцера-ординарця, що загинув у битві під Ганау[pl];
- Яна (1794—1877) — офіцера, учасника Листопадового повстання 1830—1831 років;
- Юзефу (1787—1856) — черницю-канонічку (госпітальєрку Святого Духа) у Варшаві[3].

## Маєтності
Володів маєтками Відуклє, Мільжовани, Коловінішки, Войлоби, Замне, Шреднік і Жідікай у Жмудському князівстві.